# Быкадоров, Евгений Иванович
Евгений Иванович Быкадоров (21 декабря 1916, Новочеркасск, область Войска Донского, Российская империя — 5 января 1994, Москва) — российский, советский актёр театра и кино.

## Биография
Родился 20 февраля 1916 года в городе Новочеркасск в семье врача Ивана Дмитриевича Быкадорова и Агриппины Михайловны Быкадоровой.
Был актёром стажёрского состава Новочеркасского драматического театра (1933—1934), в Новочеркасском ТЮЗе (1934).
В 1938 году Ленинграде окончил актёрское отделение Центрального театрального училища (мастерская Бориса Сушкевича), в период учёбы состоял актёром в Государственном академическом театре драмы (1936—1938), по окончании учёбы принят в штат московского Центрального детского театра (1938—1940).
В годы Великой Отечественной войны с 1940 по 1944 годы проходил срочную службу в качестве бойца-красноармейца при Центральном театре Красной армии, награждён медалью «За победу над Германией».
Следующие 47 лет — в 1944—1993 годах — актёр Центрального театра Советской армии.
Снимался в кино дебютировав в 1957 году в небольшой роль машиниста застрявшего в лесу поезда в фильме режиссёра Юлия Райзмана «Коммунист». Среди других работ: отец Нади («Неподдающиеся»), Торопов («А если это любовь?»), рядовой Пётр Огородников («Минута молчания»).
Умер в 1994 году в Москве, похоронен на Останкинском кладбище.

### Личная жизнь
Был женат на Быкадоровой (Петрачковой) Лидии Григорьевне, ведущем инженере Министерства монтажных и специальных строительных работ СССР. Есть дочь, Быкадорова Ирина Евгеньевна, и внучка.

## Фильмография
| Год  |   | Название                                   | Роль                     |
| ---- | - | ------------------------------------------ | ------------------------ |
| 1957 | ф | Коммунист                                  | машинист                 |
| 1958 | ф | Поэма о море                               | Имя персонажа не указано |
| 1958 | ф | Ветер                                      | комиссар                 |
| 1959 | ф | Неподдающиеся                              | отец Нади                |
| 1960 | ф | Ровесник века                              | Барынин                  |
| 1961 | ф | А если это любовь?                         | Торопов                  |
| 1967 | ф | Дом и хозяин                               | лесоруб                  |
| 1968 | ф | Нейтральные воды                           | капитан 2-го ранга       |
| 1971 | ф | Минута молчания                            | Огородников              |
| 1971 | ф | Вчера, сегодня и всегда                    | Имя персонажа не указано |
| 1973 | ф | Следствие ведут ЗнаТоКи. Побег             | Сидоров                  |
| 1974 | ф | Закрытие сезона                            | отец «Архимеда»          |
| 1976 | ф | Ну, публика!                               | Имя персонажа не указано |
| 1977 | с | Хождение по мукам                          | Митрофан                 |
| 1977 | ф | И это всё о нём                            | Спиридонов               |
| 1978 | ф | Дуэнья                                     | монах                    |
| 1980 | ф | Три года                                   | Пётр                     |
| 1980 | ф | Мелодия на два голоса                      | отдыхающий               |
| 1980 | ф | История одного подзатыльника               | работник завода          |
| 1981 | ф | Следствие ведут ЗнаТоКи. Из жизни фруктов  | грузчик                  |
| 1983 | ф | Хозяйка детского дома                      | народный заседатель      |
| 1983 | ф | Дважды рождённый                           | раненый                  |
| 1983 | ф | Взятка. Из блокнота журналиста В. Цветкова | Ходьков                  |
| 1993 | ф | Серые волки                                | Малиновский              |